# Ходиванці
Ходиванці (пол. Chodywańce) — колишнє українське село в Польщі, у гміні Ярчів Томашівського повіту Люблінського воєводства. Населення — 227 осіб (2011).

## Історія
Село згадується в 1422 р. 1531 року вперше згадується православна церква в селі.
За даними етнографічної експедиції 1869—1870 років під керівництвом Павла Чубинського, у селі переважно проживали римо-католики, але населення здебільшого розмовляло українською мовою. На 1882 р. в селі було 65 осель, на панському дворі — 1 мурований і 21 дерев'яний будинок. Церква налічувала 870 парафіян (до 1875 р. — греко-католиків). У 1911 р. збудована православна церква.
У 1922 р. поляки зняли купол із захопленої ними церкви і переробили її на костел. 20 квітня 1938 року польська адміністрація опечатала православну капличку, яку пізніше знищила.
За німецької окупації 1939—1944 років у селі діяла українська школа. У 1943—1944 роках Ходиванці стали гніздом для польської банди, яку 13 квітня 1944 року вибили відділ УПА «Галайда» ВО-2 «Буг» і районова боївка. 1 травня 1945 року польська банда здійснила напад на село, вбивши 9 осіб i поранивши 1.
У липні 1947 року під час операції «Вісла» польська армія виселила з села 27 українців.
У 1975—1998 роках село належало до Замойського воєводства.

## Населення
У 1939 році в селі проживало 656 осіб, з них 394 українці, 257 поляків і 5 німців.
Демографічна структура станом на 31 березня 2011 року:
|          | Загалом | Допрацездатний вік | Працездатний вік | Постпрацездатний вік |
| -------- | ------- | ------------------ | ---------------- | -------------------- |
| Чоловіки | 125     | 20                 | 77               | 28                   |
| Жінки    | 102     | 18                 | 51               | 33                   |
| Разом    | 227     | 38                 | 128              | 61                   |